# Blackbolbus denticollis
Blackbolbus denticollis är en skalbaggsart som beskrevs av Macleay 1873. Blackbolbus denticollis ingår i släktet Blackbolbus och familjen Bolboceratidae. Inga underarter finns listade.